# Casandria cabra
Casandria cabra är en fjärilsart som beskrevs av Paul Dognin 1894. Casandria cabra ingår i släktet Casandria och familjen nattflyn. Inga underarter finns listade i Catalogue of Life.